# Корень (река)
Ко́рень (в род. п. — Кореня) — река в Белгородской области России, правый приток реки Нежеголь (бассейн Северского Донца). Устаревшее название — Мокрый Корень.
Длина реки — 70 км, площадь водосборного бассейна — 768 км². Исток расположен между сёлами Новосёловка и Коломыцево в Прохоровском районе. Река протекает также по Корочанскому и Шебекинскому районам. При впадении реки в Нежеголь расположен город Шебекино.
Расход воды в 3 км от устья составляет 0,95 м³/с.
Ширина (1983): средняя — 12—20 м; минимальная — 2,5 м, максимальная — 40 м. 
Ширина (1954): средняя — 5—10 м.
Глубина (1983): средняя — 0,8—1,2 м; минимальная — 0,5 м, максимальная — 4 м.
Глубина (1954): средняя — 0,5 м.
Река первой категории по водным биоресурсам. 
Основной приток (лв) — река без названия у села Чураева, длиной 17 км и площадью водосбора 37 км². 
Питание реки: 70—80 % талые (паводковые) воды, 15—20 % грунтовые и 5—10 % дождевые.

## Происхождение названия
В прошлые века совсем немного пролегал путь Кореня по травянистой, кустарниковой степи — река текла через леса и у деревьев в округе были всегда влажные корни. В Шебекинском районе её питали более 50 лесных и полевых балок, лесов, оврагов, озёр и болот. Вероятно поэтому местность и саму реку называли Мокрый Корень. В официальных же царских, а затем советских документах название сократилось и осталось лишь слово «Корень».

## Исторические сведения

### Ледникововый период

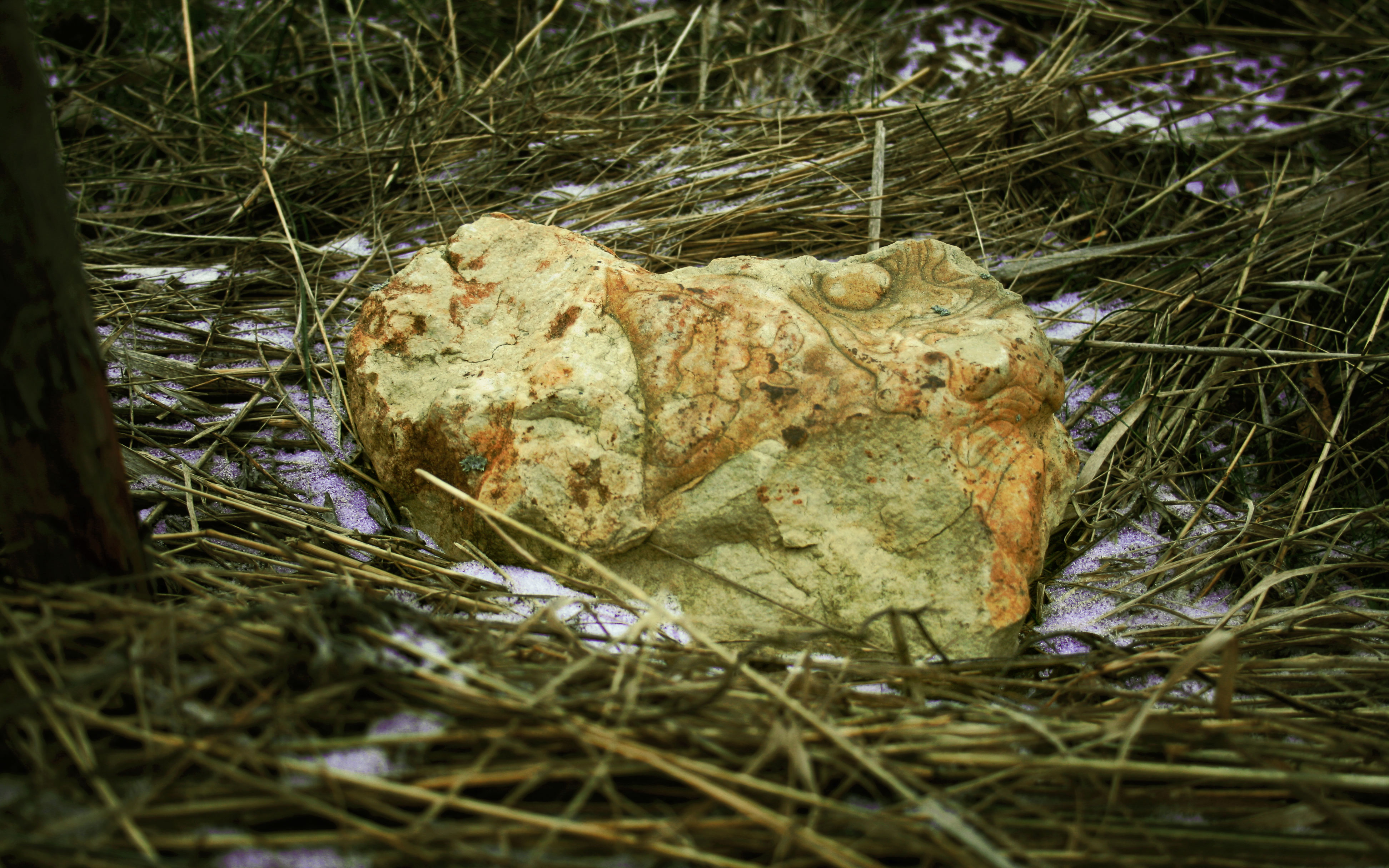
Следы ледника на сельхоз. полях в бассейне реки Корень.

Сильная волна холода накрыла северную часть Европы около 250 тысяч лет назад. Наступило днепровское оледенение. Оно достигло широт нынешней Белгородской области. Многие учёные считают, что двигавшийся с севера ледяной поток, встретив на пути Среднерусскую возвышенность, начал обтекать её с запада и востока по наиболее низким местам, образовав два грандиозных ледниковых языка — по долинам Днепра и Дона.
Ледник стесал выпуклости, засыпал небольшие овраги, выровнял площади под дубняком, прошёлся и по борам горной сосны. Большие овраги, имеющие направление север—юг, были расширены прогнувшимся ледником — так образовались выходы в поймы рек.
Так как центральная часть Среднерусской возвышенности не была покрыта ледником, то в бассейне реки сохранился ряд реликтовых растений, характерных для горных районов, — так называемая растительность «сниженных Альп».

### Времена Древней Руси

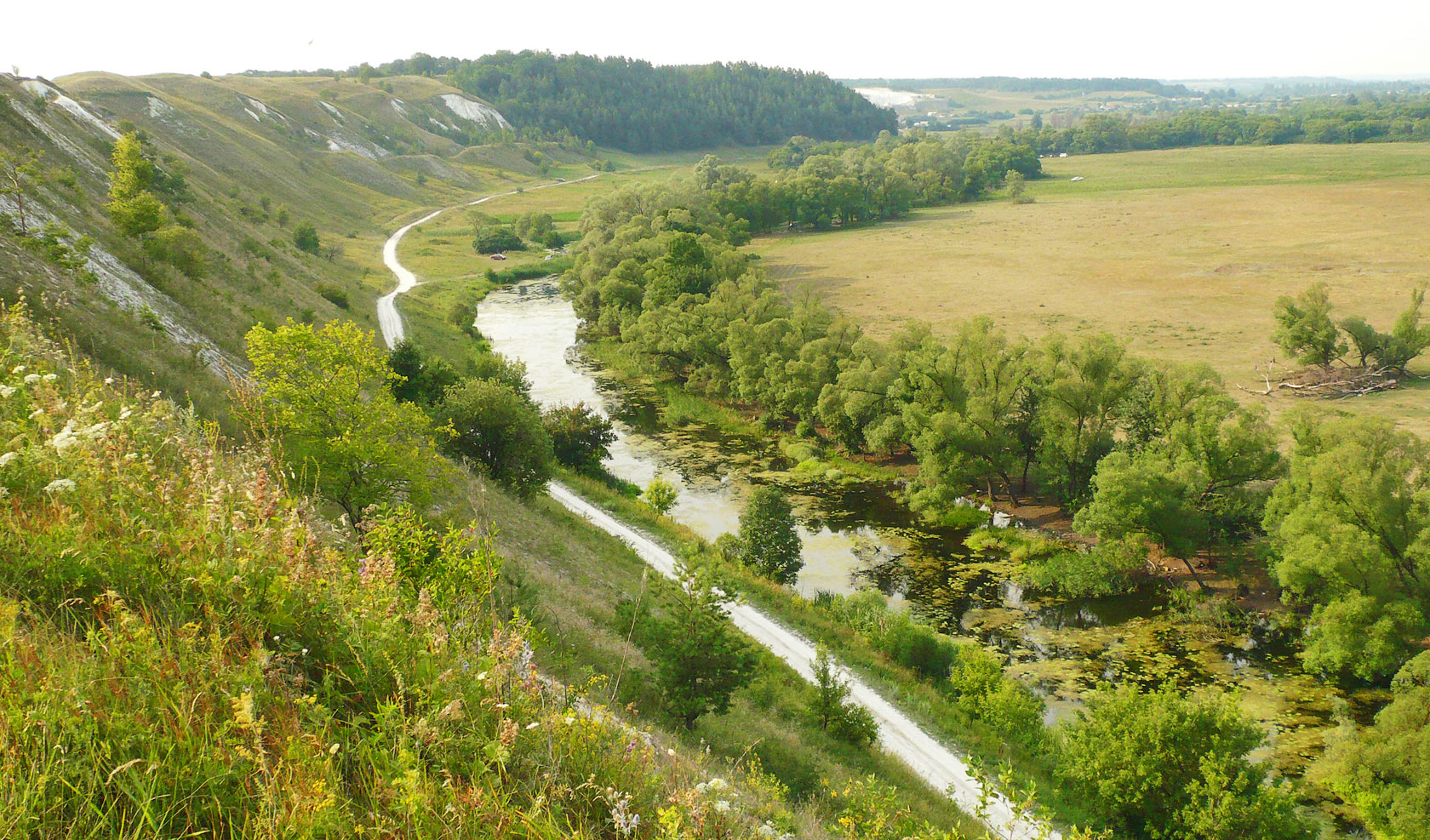
Река Корень рядом с Крапивенским городищем

Писцовые книги начала XVII столетия запечатлели на реке Корень сёла, существующие и поныне: Пятницкое (ныне Боровское), Крапивное, Чураево, Коренёк (ныне Неклюдово), Устинку.
Полноводной рекой была Корень. Ходили по ней бадуры (большие лодки) с грузом. Дошли до нас сведения и о том, что по реке Корень возили грузы на своих ладьях древние варяги. В 1927 году корочанский краевед М. П. Парманин в долине реки Корень нашёл остатки большой варяжской ладьи. К сожалению, дальнейшая судьба редкой находки пока неизвестна.

### XVII—XXI века

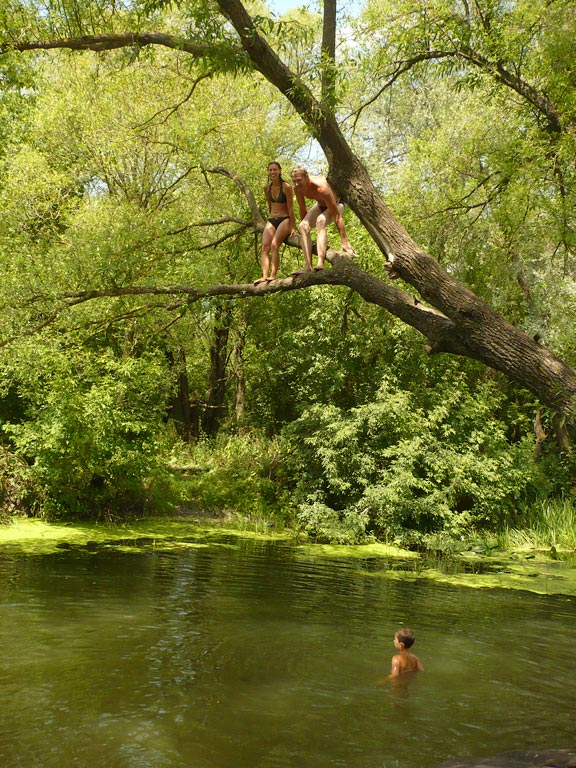
Место на р. Корень, где глубина позволяет купаться.

В XVIII веке Корень и Короча были перегорожены во многих местах водяными мельницами.
Сохранилась челобитная Белгородского воеводы И. Волынского царю об отражении польских захватчиков на реке Корени 25 января 1634 года. В ней воевода доносит царю о том, что на Белгородскую землю «приходили литовские люди». Взяли Валуйки. Но из Белгорода с ратными людьми, собрав их по всем страницам, выступил воевода Данила Везенин, которой встретил возвращающихся литовцев на реке Корени и «многие литовских людей побил и языков поймали».
В Книге Большому Чертежу, где подробно описаны карты всей территории России и соседних государств XVI—XVII веков, есть описание притоков Северского Донца:
А в Нежеголь, блиско устья, пала речка Корень, да речка Короча; а вытекли Корень и Короча из под Муравскои и ис под Изюмскои дороги от верху Семицких Котлубанов блиско Юшкова бояраку.
Строительство Белгородской оборонительной черты в 1635—1658 гг. прошло чуть восточнее реки Корень. Однако и она, как и Короча и Нежеголь, заросшая лесами и топкими лугами, была серьёзным препятствием для татарской конницы на пути вглубь России. С этих времен начинается массовая вырубка лесов для строительства городов, сёл и государственных нужд.
Многим сёлам и деревням дала приют река Корень. Вот они, села на реке: Крапивное, Боровское, Устинка, Кошлаково, Пенцево, Никольское, Неклюдове, Чураево, Меловой хутор и другие. Хутор Гремячий (бывш. Ольшанец, бывш. Кореньская дача) стоит на пересохшем притоке реки Корень. А сама река ещё в середине XIX века называлась не просто Корень, как сейчас, а Мокрый Корень.
В XX веке многие земли были мелиорированы и распаханы, некоторые реки перегорожены дамбами, в 60-е годы даже «выпрямлялись». Это не могло не отразиться на качестве рек и в целом на водном балансе. Плюс использование рек как сточных канав и повсеместное применение «химии» на прилегающих полях. Река Корень обмелела, вода замутилась, количество и качество водной живности и растительности ухудшилось, грунтовые воду ушли вглубь. Типичное когда-то растение для бассейна реки Нежеголь — ольха уже редко встречается, только непосредственно у берегов. Естественные леса, занимавшие в начале XVII века около 30 % территории области, сейчас составляют не более 5-8 %.
За последние 200 лет длина и густота речной сети на территории Среднерусского Белогорья сократилась по сравнению со вт. половиной XVIII века в 2 раза. За последние 50 лет величины минимального стока рек центрально-чернозёмного региона уменьшились на 20 %.

Из воспоминаний местного краеведа Н. Кузюлёва:
Прошлым летом я побывал на реке. Замечательные луга раскинулись в пойме этой древней реки. Они оградили реку от высыхания. На лугу цвели летние травы. Без умолку щебетали птицы. Прямо из-под ног выпорхнул луговой чекан. Пара чибисов ловко уводила от гнезда бродячую собаку. А на реке Корень цвели жёлтые кубышки. Живёт древняя речка Корень несмотря ни на что.

## География

### Общие характеристики

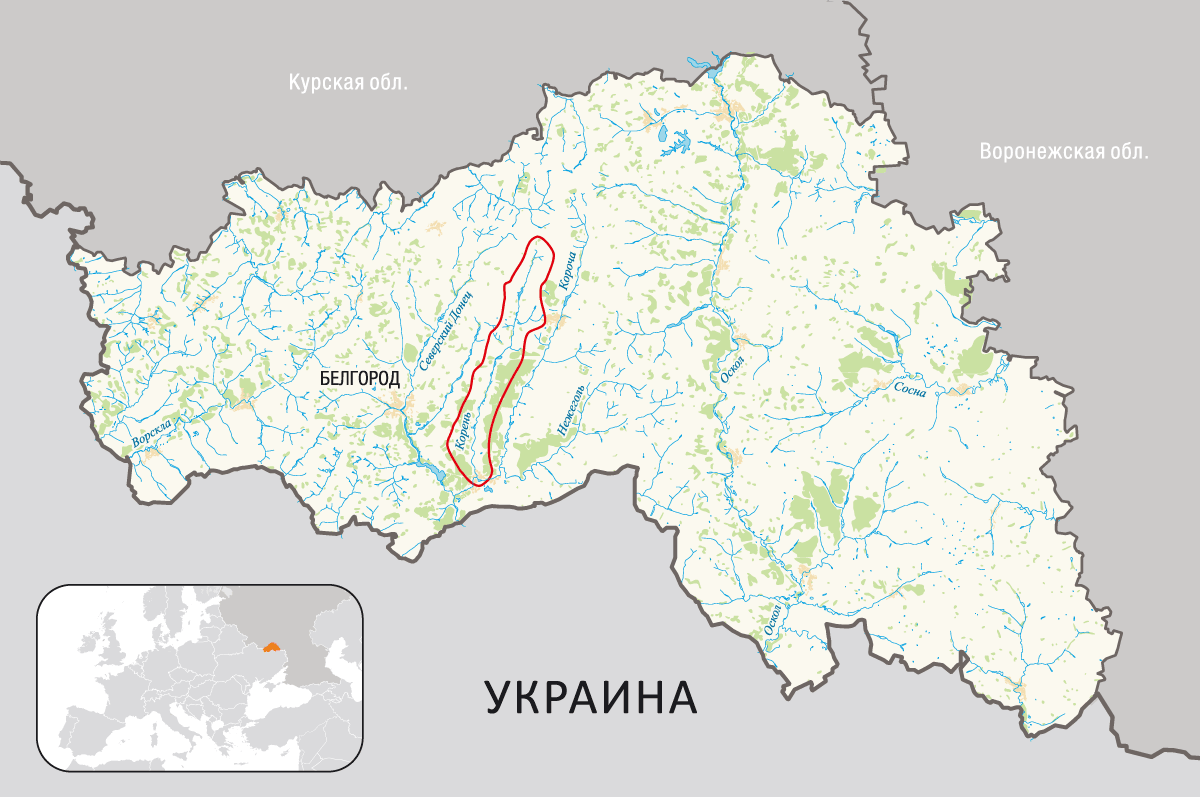
Бассейн реки Корень

Бассейн реки Корень расположен на южных склонах Средне-русской возвышенности на стыке лесостепной и степной зон. Её природно-климатические и геологические особенности определяют уникальное биоразнообразие. Остатки степной растительности в настоящее время сохранились на склонах балок и опушках лесов. Шебекинский район является наиболее богатым лесами районом области. В нём сохранились обширные водораздельные дубравы, которые сосредоточены на междуречьях Северского Донца и Кореня, Кореня и Корочи, Корочи и Нежеголи. Преобладающими породами в лесах являются дуб черешчатый и имеется небольшая часть сосновых боров в устье Кореня. Поверхность, расчленённая речными долинами и овражно-балочной сетью, носит в целом волнисто-балочный характер. Преобладающими почвами являются чернозёмы.
Для Кореня, как и других рек региона, характерно асимметричное строение долины. Правый западный коренной берег — высокий и крутой с частыми выходами мела на поверхность, а левый — пологий и низменный. Русло извилистое. В верховье имеются заболоченные участки.

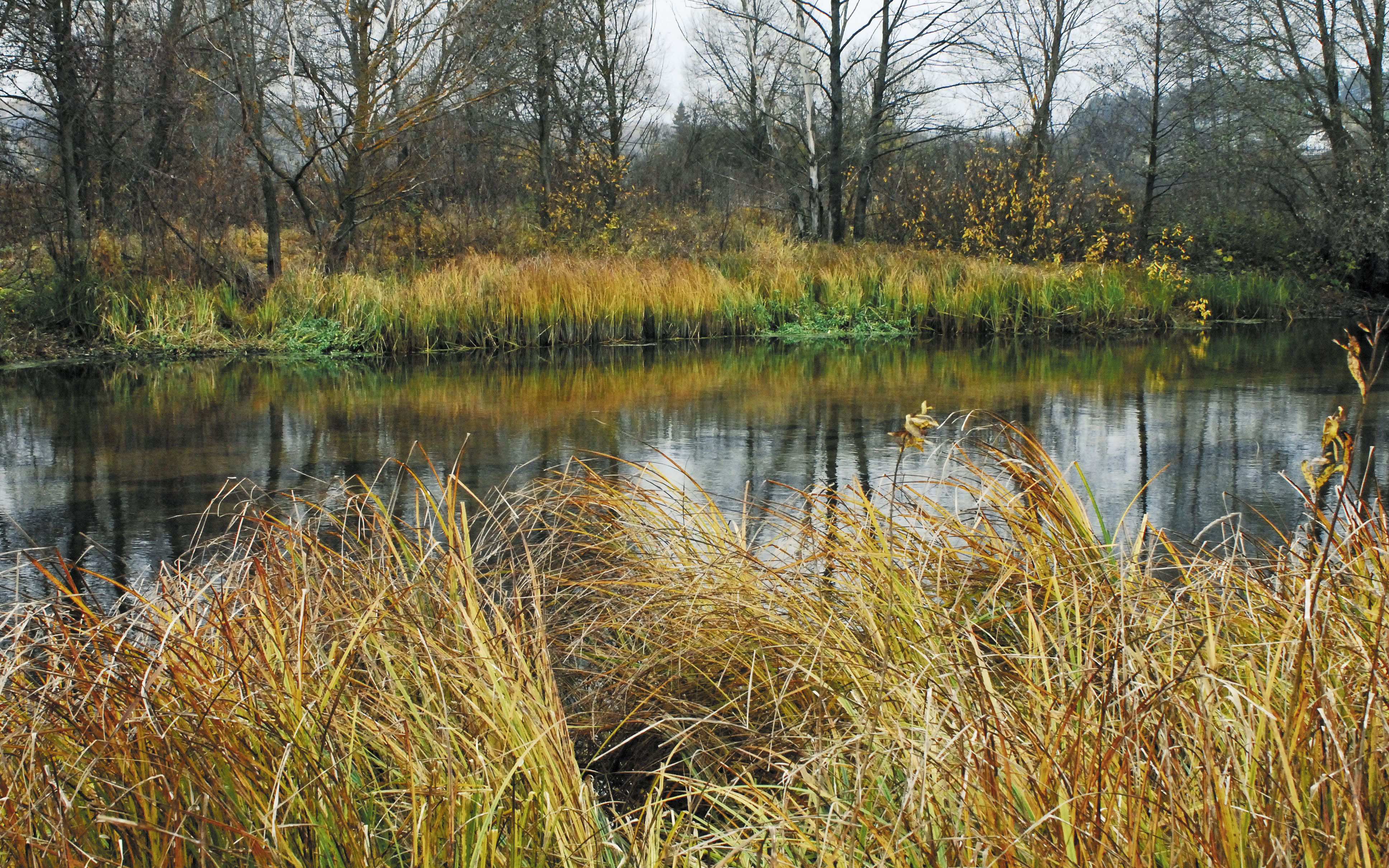
Река Корень. Осень.
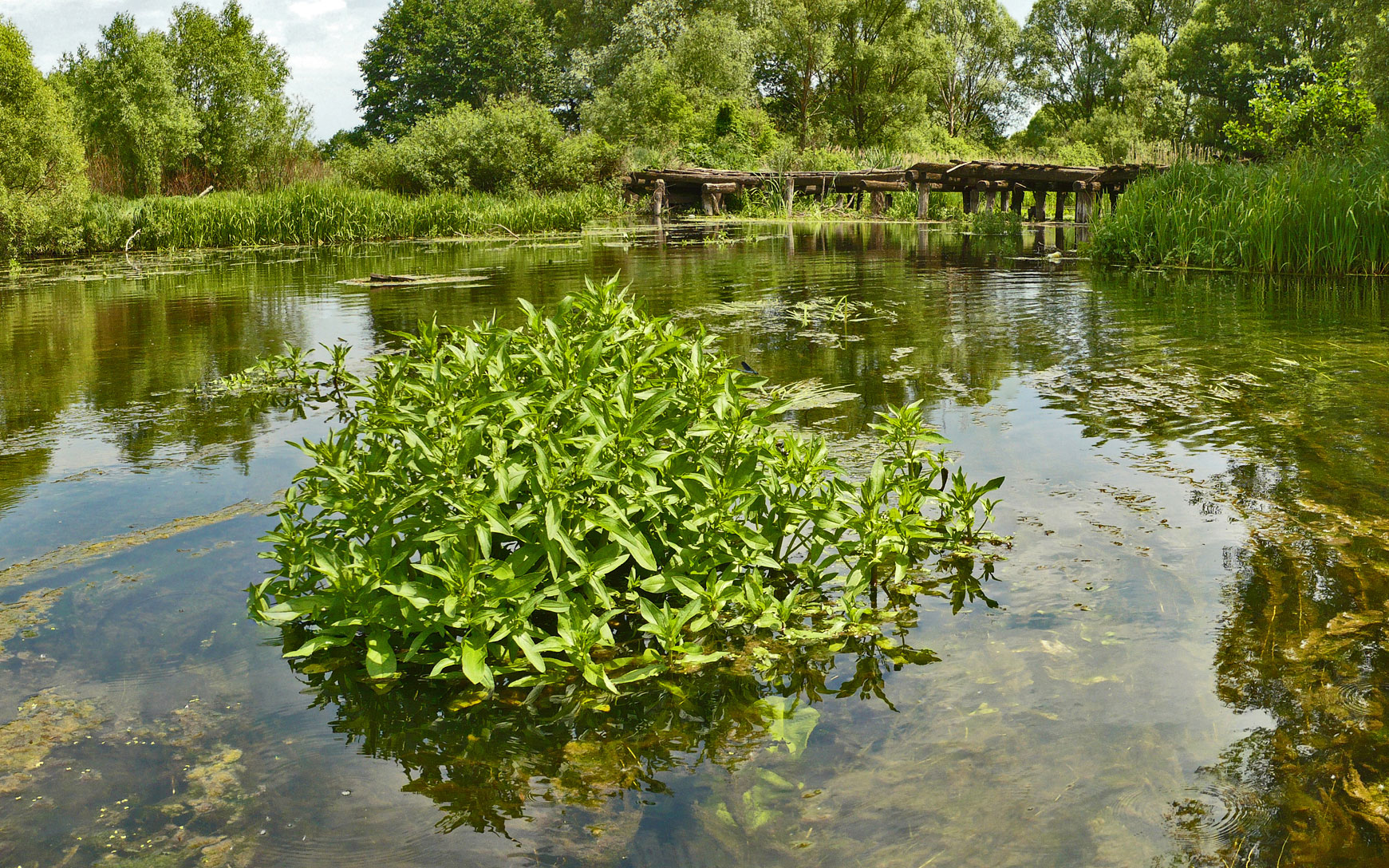
Обмелевшая река. Село Кошлаково.
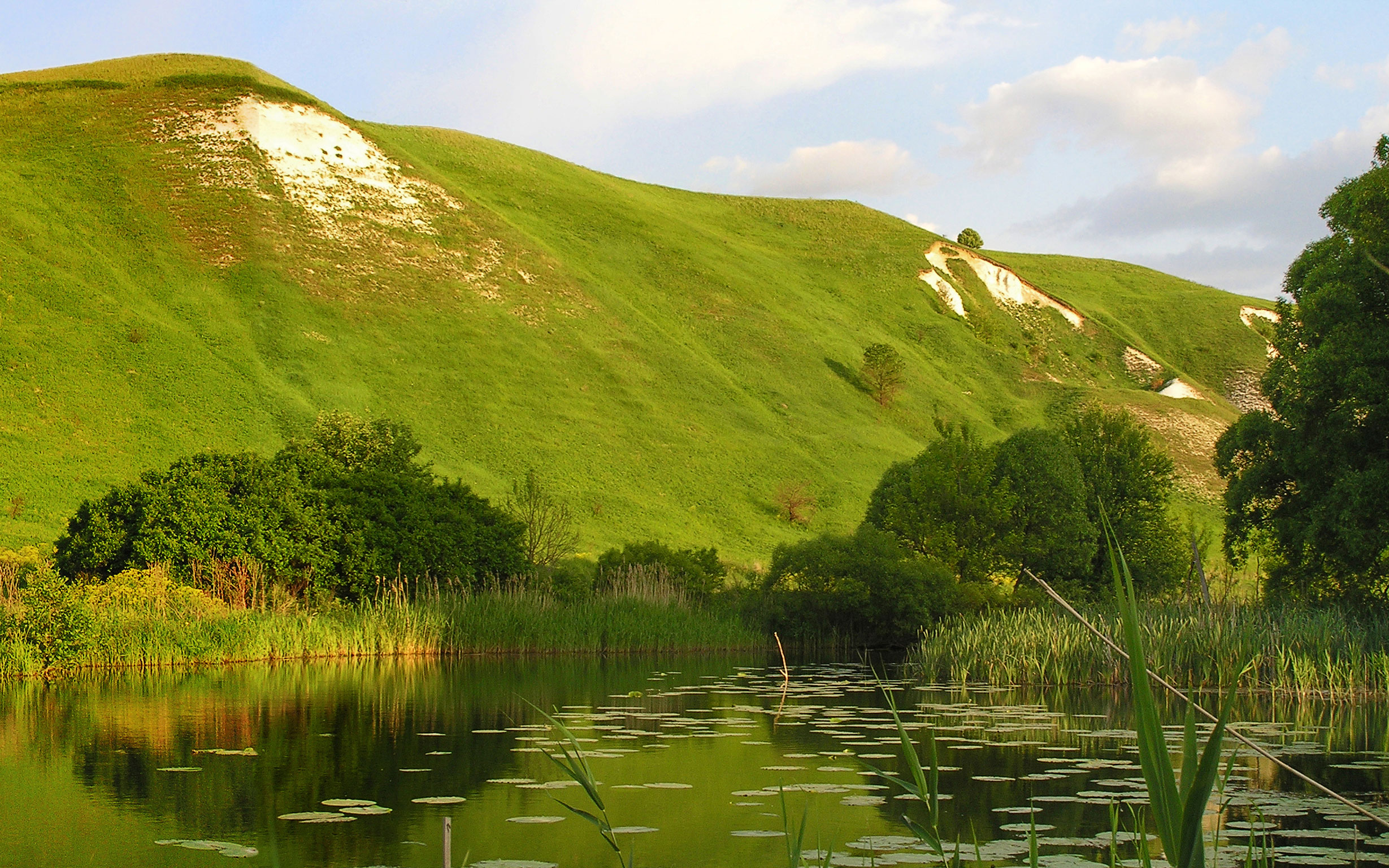
Корень у Крапивенского городища.
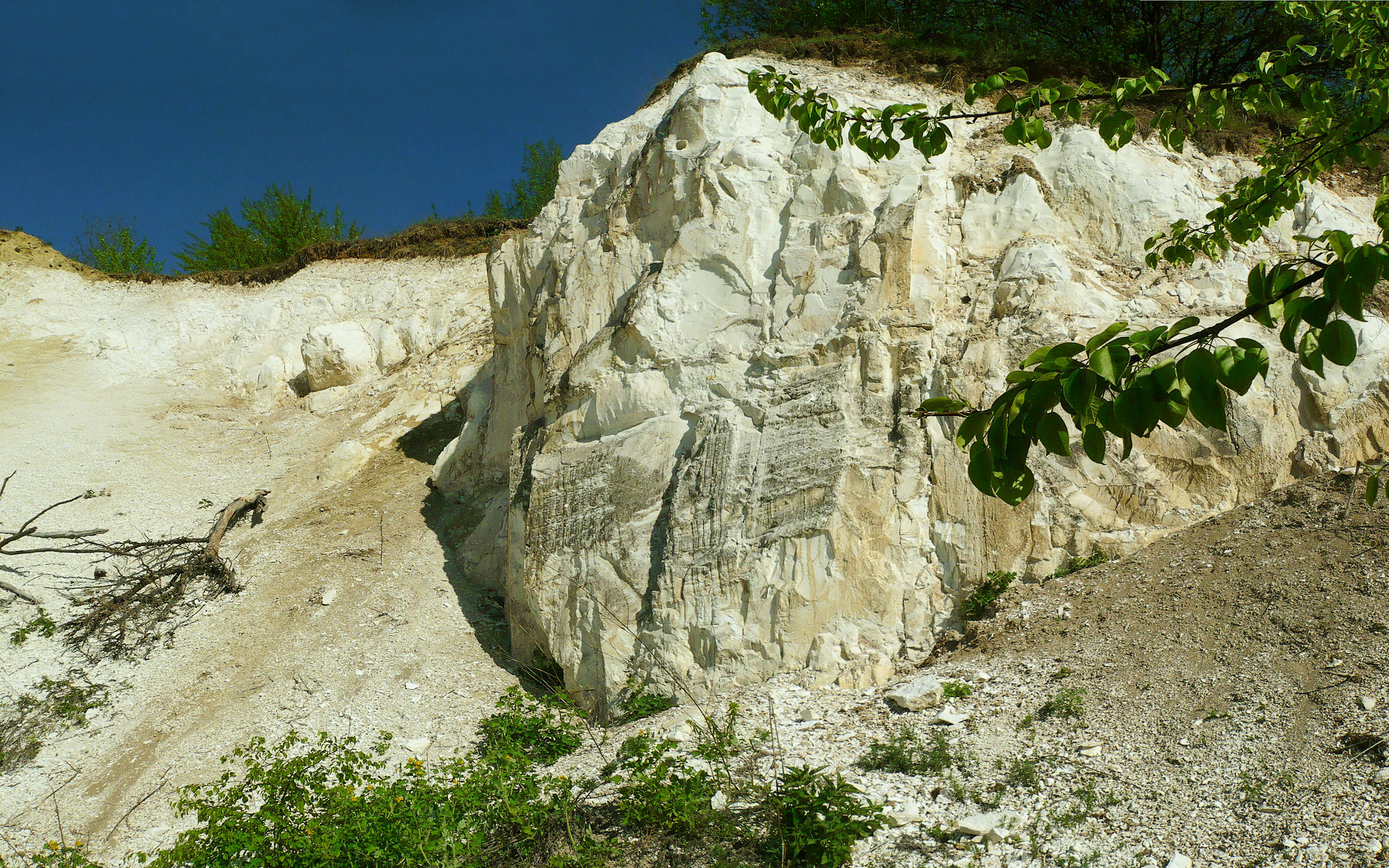
Меловой утес северней с.Чураево. Правый берег.
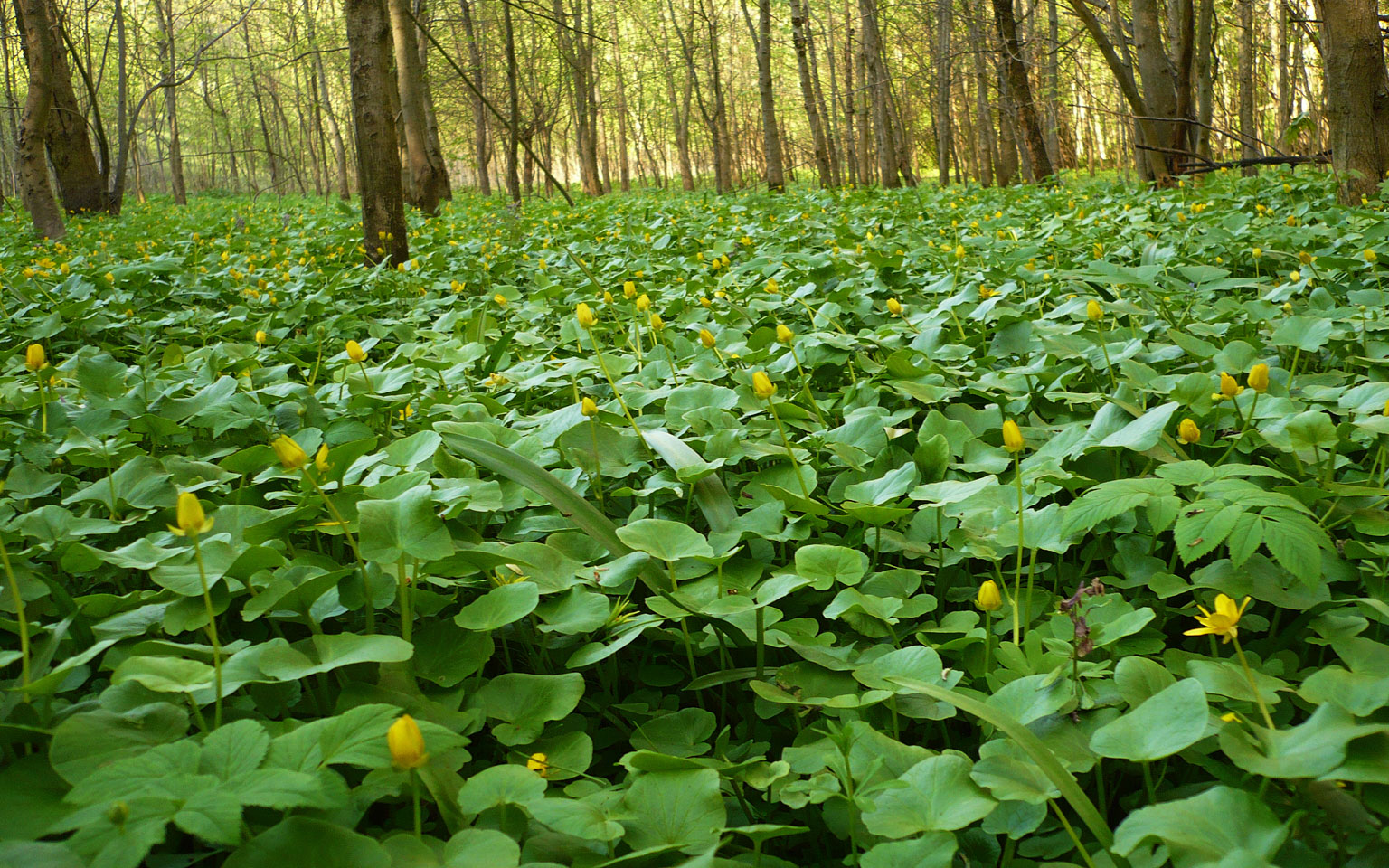
Пойма ручья в урочище Каменном.
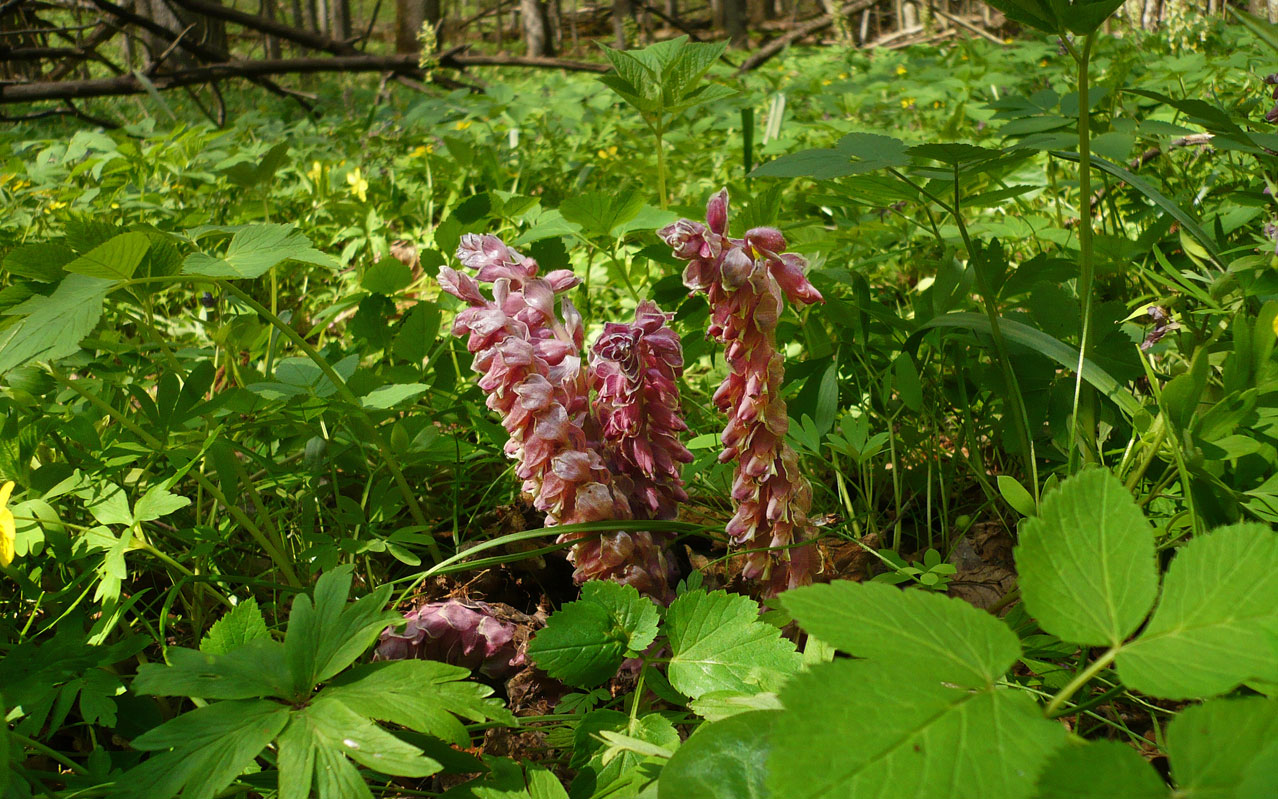
Петров крест — растение старых дубрав.

### Пруды и водохранилища
На реке имеется одно водохранилище и два пруда:
- водохранилище у с. Коломыцево: объём — 4,1 млн м³, площадь зеркала воды — 155,0 га, введено в эксплуатацию в 1979 г.
- пруд в пойме р. Корень у с. Ионовка: объём — 0,94 млн м³, площадь зеркала воды — 78,0 га, введено в эксплуатацию в 1984 г.
- пруд у с. Лугань: объём — 0,50 млн м³, площадь зеркала воды — 34,0 га, введено в эксплуатацию в 1975 г.[15]

### Зимовальные ямы
Зимовальные ямы — это места массовых скоплений рыб в углублениях дна рек и озёр в зимний период. В проточных водоёмах зимовальные ямы находятся в наиболее глубоких местах с замедленным течением. В озёрах и водохранилищах они располагаются в устьевой зоне впадающих рек и речек, в местах выхода подводных источников. Массовые скопления в зимовальных ямах свойственны, как правило, осетровым (осетру и стерляди) и многим карповым рыбам (карпу, карасю, линю, лещу и др.).
Всего четыре зимовальных ям:
- Боровская (Корочанский район): 200 м вниз по течению от села Боровское (размеры: 80×30×2,5 м);
- Ионовская (Корочанский район): 200 м от села Ионовка в районе рыболовного хозяйства (размеры: 70×10×2,5 м);
- Бродки (Корочанский район): в районе плотины пруда у села Круглый Бродок (размеры: 100×100×4 м);
- Крапивинская (Шебекинский район): 800 м от села Крапивное, у меловой горы (размеры: 100×10×3 м)[17].

### Нерестовые участки
Нерестилища, места икрометания (нереста) рыб. Естественными нерестилищами рыб, вымётывающих клейкую икру, служат участки водоёмов с каменисто-галечным дном или заросшие растительностью; нерестилища рыб с неклейкой (плавучей) икрой — участки рек (или морей) обычно с быстрым течением. На нерестовых участках Кореня нерестятся: плотва, карась, щука, уклея.
На реке четыре таких участка:
- от села Замосье до села Мазикино (0,25 га);
- от пруда у села Круглый Бродок вверх по течению до села Коломыцево (0,2 га);
- от рыбхоза у села Ионовка вверх по течению до села Песчаное (0,25 га);
- от села Новотроевка вниз по течению по левой стороне до села Байцурово (0,3 га);
- район села Песчаное (0,25 га)[17].

### Климат бассейна реки
Климат в Корочанском районе, как и на всей территории области, носит умеренный континентальный характер. Безморозный период в этой местности длится на протяжении ста пятидесяти суток. Период активной вегетационной деятельности множества растений составляет около ста девяноста дней. На количество осадков и температуру окружающего воздуха в районе большое влияние имеет рельеф местности. Например, на возвышенностях безморозный период длится на двадцать дней дольше, нежели на равнине. В долинах же его длительность сокращается на пятнадцать дней. Число дней, когда столбик термометра не опускается ниже ноля, составляет около 227 суток. Согласно многолетним исследованиям местного прогноза погоды абсолютный максимум здесь зафиксирован на отметке 39 градусов жары, а минимум составил минус 37 °C.
Климат в Шебекинском районе умеренный континентальный. Средняя температура июля здесь достигает +20 °C, а января — −4 °C. Количество годовых осадков доходит до 500—600 миллиметров. Осадки выпадают преимущественно летом (свыше 60 %), особенно в июне. Снежный покров в районе устанавливается в середине ноября, сходит в начале апреля, поэтому этот период насчитывает до 110 дней. На равнине снеговой покров длится с конца декабря — начала января до начала марта (51 день). На равнинной территории нередко бывают зимы без устойчивого снежного покрова. В течение года над районом преобладают воздушные массы умеренных широт. На равнинной территории чаще дуют юго-западные ветры. Наибольшая температура воды, зафиксированная на р. Корень — +28,8 °C.
Данные 1967 г. Средне-годовая температура воздуха + 6,4 °C. Абсолютный минимум температуры: −38 °C, максимум +41 °C. Первые морозы наблюдаются с первого октября, последние в третьей декаде апреля. Продолжительность безморозного периода — 153 дня.

### Населённые пункты на реке
В Прохоровском районе: Новосёловка, Коломыцево.
В Корочанском районе: Долгий Бродок, Чернышёвка, Круглый Бродок, Шутово, Кошмановка, Мазикино, Замостье, Сороковка, Плоское, Ионовка, Мухановка, Ушаковка, Заречье, Новотроевка, Красный май.
В Шебекинском районе: Неклюдово, Боровское, Никольское, Пенцево, Кошлаково, Чураево, Крапивное, Устинка, Шебекино.

## Растения и животные

### Флора
Для флоры характерными являются растения дубрав и меловых склонов. По данным родового экопоселения «Кореньские родники», обследовавшего только правый берег реки в радиусе 5 км от сёл Кошлаково и Чураево, обнаружено около 500 видов сосудистых растений (деревья и травы) и около 100 видов грибов. Бо́льшая часть грибов не определено.
Девятнадцать видов сосудистых растений включены в Красную книгу Белгородской области: ветреница лесная, воронец колосистый, вороний глаз, горечавка крестовидная, дремлик морозниковый, зубянка клубненосная, зубянка пятилистная, истод сибирский, ковыль перистый, колокольчик широколистный, лён жёлтый, лён многолетний, лук неравный, очитник степной, первоцвет весенний, петров крест чешуйчатый, тимьян меловой, хохлатка Маршалла.
Основные прибрежные растения: роголистник полупогружённый, рогоз широколистный, тростник обыкновенный, осока, ива прутовидная (лоза), ива козья (верба), ива ломкая (ракита). Из водных растений наиболее примечательные — кувшинка белая и кубышка жёлтая. За 2000-е годы ареал кувшинки белой заметно сократился.

### Фауна
Аборигенные рыбы реки Корень — щука, линь, окунь, плотва, карась, уклея, ёрш, сазан. Акклиматизированные — толстолобик, амур, карп. Водится речной рак.
Обычны в бассейне реки: белка обыкновенная, ёж обыкновенный, заяц-русак, кабан дикий, косуля европейская, куница лесная, ласка, лисица обыкновенная, олень благородный европейский, соня лесная, хорь лесной, лягушка прудовая, лягушка травяная, уж обыкновенный, ящерица-веретеница, ящерица прыткая, светляк обыкновенный (светлячок).
Среди животных, встречающихся в бассейне реки, 9 видов включено в красную книгу России: жук-олень, пчела-плотник, шмель обыкновенный, шмель степной, гадюка Никольского, дятел европейский средний, орлан-белохвост, тювик европейский, филин.

## Достопримечательности

### Крапивенское городище
Близ села Крапивное Шебекинского района находится уникальный археологический памятник, вобравший в себя следы нескольких археологических культур — от скифской до древнерусской. С V века до нашей эры здесь жили скифы. Примерно в IX—X веках на место поселения скифской эпохи пришли представители племени северян — одного из 15 племен, образовавших Киевскую Русь. Здесь был построен большой древнерусский город, вставший на самой границе Руси с половецкой Степью.
На меловом мысе, неприступном с трёх сторон, возник замок-детинец с деревянными стенами и островерхими башнями, имевший мощные оборонительные укрепления с подъёмным мостом через ров. В детинце помещалась резиденция главы города. Рядом, на плоском меловом холме, располагался «окольный город», имевший также крепостные стены. Он представлял собой торгово-ремесленный посад. С напольной стороны «окольный город» был защищён глубоким рвом и валом. У подножия мелового мыса, с четырёх сторон, город был окружен четырьмя предградьями. Подобная сложная планировка поселения подтверждает его важный «городской» признак.
Это был самый крупный город на юго-востоке Древней Руси, сопоставим с ним только древний Донец (на территории Харьковской области).

### Балка Каменный лог

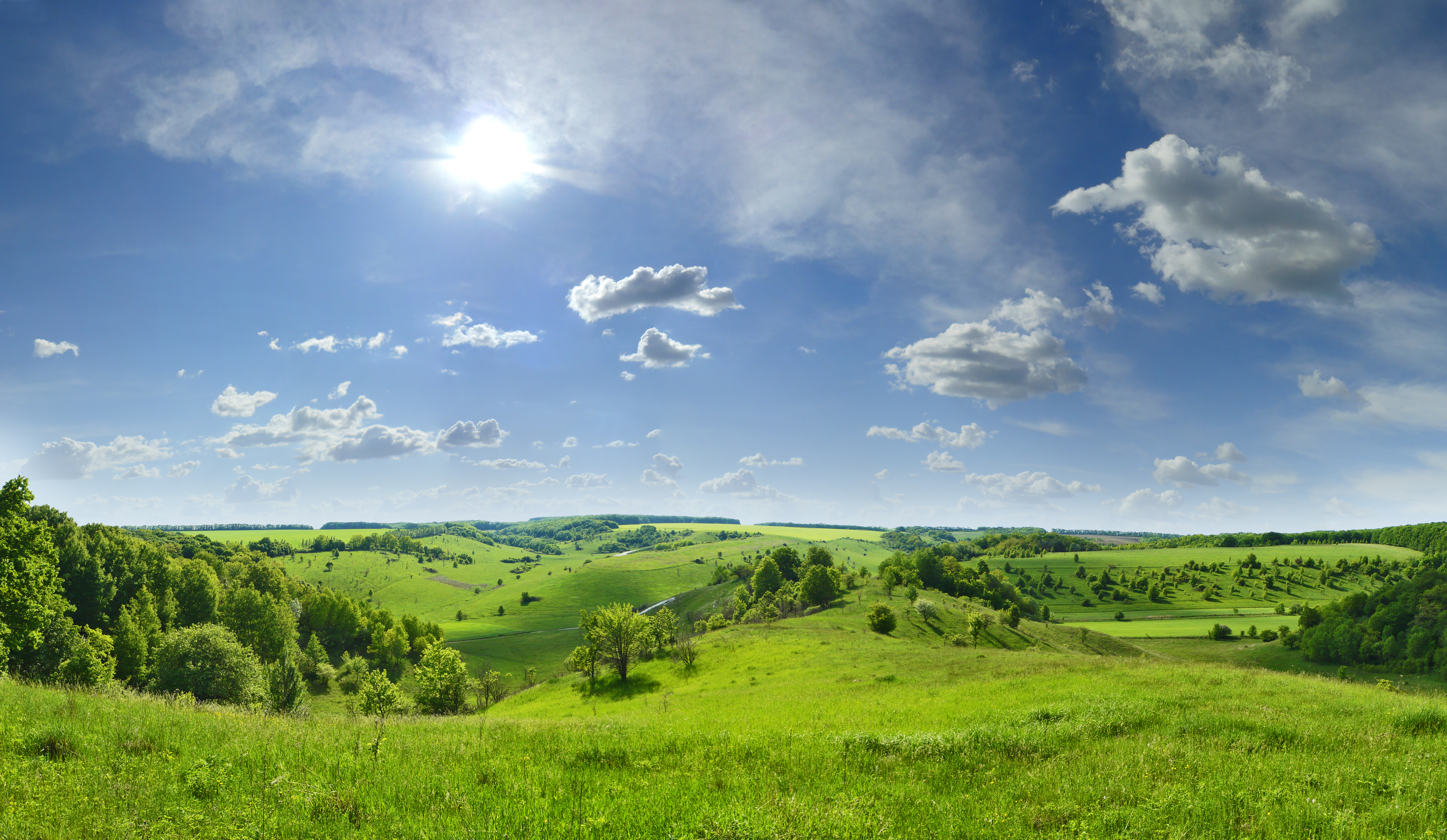
Живописная балка Каменный лог

На карте 1785 года балка называется «Кашлаков овраг». Расположена северо-западнее села Кошлаково. С северной стороны к ней примыкает Батрацкий лес, с юга — пахотные поля и урочища Стрелица и Каменное.
В урочище Каменном находятся пять родников, которые затем сливаются в один ручей. Ручей исчезает на выходе из урочища. Судя по оставшемуся руслу — он когда-то был притоком реки Корень, что подтверждается Планом Генерального Межевания 1785 года. Урочище Каменное всегда имеет повышенную влажность. Здесь имеются большие заросли черемши (лук медвежий), что редко встречается на территории области.
По мнению заведующего кафедрой Природопользования и земельного кадастра Белгородского государственного университета, д.г.н. Ю. Г. Чендева, знакомого с описываемой территорией, балка Каменный лог является одним из самых живописных ландшафтных мест области.
Особенностью балки Каменный лог являются слегка увлажнённые меловые почвы.